# Gaertnera darcyana
Gaertnera darcyana är en måreväxtart som beskrevs av Simon T. Malcomber och Aaron Paul Davis. Gaertnera darcyana ingår i släktet Gaertnera och familjen måreväxter. Inga underarter finns listade i Catalogue of Life.